# Tréduder
Tréduder é uma comuna francesa na região administrativa da Bretanha, no departamento Côtes-d'Armor. Estende-se por uma área de 4,76 km². Em 2010 a comuna tinha 198 habitantes (densidade: 41,6 hab./km²).